# Resiliencia (psicología)
La resiliencia o entereza es la capacidad para adaptarse a las situaciones adversas con resultados positivos. Sin embargo, el concepto ha experimentado cambios importantes desde la década de los sesenta. En un principio se interpretó como una condición innata, luego se enfocó en los factores no solo individuales, sino también familiares y comunitarios, actualmente en los culturales. Los investigadores del siglo XXI entienden la resiliencia como un proceso de baño comunitario y cultural, que responde a tres modelos que la explican: un modelo «compensatorio», otro de «protección» y por último uno de «desafío». Asimismo, la resiliencia es la capacidad de tener éxito de modo aceptable para la sociedad a pesar de un estrés o de una adversidad que implica normalmente un grave riesgo de resultados negativos. También se define como un proceso de competitividad donde la persona debe adaptarse positivamente a las situaciones adversas.

## Etimología
Resiliencia viene del término latín resilio, «volver atrás, volver de un salto, resaltar, rebotar». El término se adaptó al uso en psicología y otras ciencias sociales para referirse a las personas que a pesar de sufrir situaciones estresantes no son afectadas psicológicamente por ellas.
La palabra resiliencia, en cuanto a la física y la química, designa la capacidad de cualquier material para recuperar su forma inicial después de que se ejerce una fuerza que lo deforma. La palabra proviene del latín salio, que se traduce como “saltar", antecedido por el prefijo re-, que indica repetición o reanudación.

## Historia
El término resiliencia se ha utilizado de formas diversas. Entre los psicólogos se refiere a tres usos generales del término resiliencia: buen desarrollo a pesar de alto riesgo social; mantenimiento de las competencias pese al estrés continuo; y recuperación después del trauma.
Emily Hunter (1999), conceptualiza la resiliencia como un continuo entre dos polos: «resiliencia menos que óptima» y «resiliencia óptima». En el caso de adolescentes sometidos a riesgo psicosocial que responden en forma menos que óptima, este tipo de respuesta incluye «tácticas violentas de supervivencia, comportamientos de alto riesgo y abandono social y emocional», y que el pronóstico más probable es que sean adultos mal adaptados.
Michael Rutter, entre 1999 y 2000, define resiliencia como la resistencia relativa al riesgo psicosocial, sin necesariamente esperar un resultado positivo, sino más bien enfocado en la forma o proceso en que la persona enfrenta el riesgo. Rutter desarrolló sus estudios a partir de tres áreas de investigación: el estudio de poblaciones de alto riesgo como la de los hijos de padres con enfermedades mentales; los estudios sobre temperamento realizados en la década de los 60 y el estudio de las diferencias a nivel individual para enfrentar las distintas situaciones de vida.
Suniya Luthar, entre el 2000 y el 2006, define resiliencia como una adaptación positiva pese a la adversidad, enfatizando los dos elementos que la constituyen: la adversidad significativa y la adaptación positiva, lo cual lleva a la conclusión de que la resiliencia solo se mide indirectamente a través de estos elementos. Esta idea es compartida por varios investigadores.
El psiquiatra y psicoanalista Boris Cyrulnik divulgó este concepto que extrajo de los escritos de John Bowlby. Es un término que se toma de la resistencia de los materiales que se doblan sin romperse para recuperar la situación o forma original. Por ejemplo, un arco que se dobla para lanzar una flecha o los juncos bajo la fuerza del viento. Cuando un sujeto o grupo es capaz de hacerlo, se dice que tiene una resiliencia adecuada y puede sobreponerse a contratiempos o incluso resultar fortalecido por estos. Actualmente, la resiliencia se aborda desde la psicología positiva, la cual se centra en las capacidades, valores y atributos positivos de los seres humanos, y no en sus debilidades y patologías, como lo hace la psicología tradicional. El concepto de resiliencia se corresponde aproximadamente con el término «entereza». Es superar algo y salir fortalecido y mejor que antes.
La resiliencia es la capacidad de afrontar la adversidad. Desde la neurociencia se considera que las personas más resilientes tienen mayor equilibrio emocional frente a las situaciones de estrés, soportando mejor la presión. Esto les permite una sensación de control frente a los acontecimientos y mayor capacidad para afrontar retos (Instituto Español de Resiliencia).
Esa capacidad de resistencia se prueba en situaciones de estrés, como por ejemplo el debido a la pérdida inesperada de un ser querido, al maltrato o abuso psíquico o físico, a prolongadas enfermedades temporales, al abandono afectivo, al fracaso, a las catástrofes naturales y a las pobrezas extremas.
Podría decirse que la resiliencia es la capacidad de sobreponerse a un estímulo adverso más allá de lo que permite la entereza. Dicho de otro modo, "un proceso dinámico que tiene como resultado la adaptación positiva en un contexto de gran adversidad", por consiguiente, veamos cada término que integra este concepto como, por ejemplo:
- Adversidad: hace referencia a que el individuo logre una adaptación positiva a pesar de estar o haber pasado por una situación de adversidad (vivir en la pobreza).

- Adaptación positiva: hace referencia a que el individuo llega alcanzar expectativas sociales asociadas a una etapa de desarrollo y cuando en esta etapa no ha tenido signos de desajustes.

- Proceso dinámico: Hace referencia a la interacción dinámica entre múltiples factores de riesgo y factores resilientes, los cuales pueden ser familiares, bioquímicos, fisiológicos, cognitivos, afectivos, biográficos, socioeconómicos, sociales y/o culturales.

- Procesos resilientes: Gracias a la experiencia y aprendizaje de las personas hemos podido ver y experimentar el cambio de la palabra resiliencia a procesos resilientes. Esto se debe a que no es considerada como capacidad sino como proceso que engloba multitud de factores. Cuando una persona está pasando por una situación extrema o delicada en la que influye: área familiar, económica, social, y como no, personal. Es por esto que nunca hablamos de la capacidad de una persona sino de una consecución de sucesos en el cual intervienen varias personas y elementos para conseguir salir reforzado de esa situación y, por lo tanto, aprender de ello. Cuando esto sucede, se puede decir que esa persona ha llevado a cabo un proceso resiliente.

La resiliencia es un término que se construyó para definir o caracterizar a personas que a pesar de haber tenido o vivir experiencias negativas en la vida, han logrado sobreponerse e incluso sobresalir de su condición creándose y desarrollándose en un ambiente positivo, contrario al propósito que se podía pensar hubieran tenido ante la situación adversa.

## Características de una persona resiliente
El interés sobre la resiliencia en el campo de la Psicología se debe a diversos estudios de corte longitudinal que, a lo largo de varias décadas, ha demostrado que algunos niños y jóvenes que se han enfrentado a circunstancias extremas o traumáticas no desarrollan problemas mentales, drogadicción o conductas criminales cuando llegan a ser adultos.
Cada persona tiene un nivel distinto de resiliencia, desde alto hasta bajo.
- Identifican la situación: se genera una expectativa de que toda persona optimista pueda superar las dificultades. El optimismo sistemático sólo conduce a continuos choques de situación.[13]

- Aciertan sentido: Las personas resilientes deben contar con una misión, visión y valor, esta última con sentido común para ofrecer maneras de interpretar y encauzar los acontecimientos.[14]

- Organizan con estrategias: saber hacer el máximo con lo que se tiene a mano. Ver posibilidades donde los demás sólo ven confusión. Ahora bien, la improvisación más efectiva es la que se elabora sobre la base de unas normas y unas rutinas sólidamente fijadas.[15]

## Resiliencia Educativa
La escuela es un órgano privilegiado para la construcción de resiliencia ya que en ella se desarrollan no solo procesos de aprendizaje sino procesos más complejos de socialización y desarrollo subjetivo. Para generar sujetos capaces de desenvolverse en su mundo con respuestas saludables, es necesario construir resiliencia. Y en esta construcción, los docentes son agentes privilegiados que pueden oficiar como tutores y guías de la resiliencia de sus alumnos.
La resiliencia es una novedosa perspectiva sobre el desarrollo humano, contraria al determinismo genético y al determinismo social, que explica esa cualidad humana universal que está en todo tipo de personas y en todas las situaciones difíciles y contextos desfavorecidos que permite hacer frente a las adversidades y salir fortalecido de las experiencias negativas (Vanistaendel, 2002).
Lógicamente y como no podía ser de otro modo, los principales escenarios en los cuales se desarrolla la resiliencia coinciden con las instituciones principales de socialización: familia y escuela. En ambos escenarios, los dos de interés para el área de intervención psicopedagógica, se encuentran algunos de los factores de protección y conveniente desarrollo de la capacidad de resiliencia (Theis, 2003; Cyrulnick, 2002). El niño, ante situaciones traumáticas, además de sus propios recursos (C.I. elevado, capacidad de planificación competencias relacionales, alta autoestima…) que pueden y deben potenciarse en los ámbitos familiar y escolar, debería disponer de otros “mecanismos protectores” (Theis, 2003: 55) que favorecerán su capacidad de resiliencia:
• una buena relación con al menos uno de los padres o miembros de la familia más próxima
• apoyo social fuera de la familia, proporcionado por un vecino o un profesor.
La resiliencia también suele estar incluida entre las habilidades suaves (soft skills) más deseables en el ámbito laboral. En especial, algunos de sus pilares, como la prospectiva y el sostén recíproco (Vázquez, S.G, 2008; 2018).

### Educación sobre el cambio climático
La educación sobre el cambio climático (ECC) es una disciplina educativa enfocada en desarrollar respuestas efectivas al cambio climático. Su objetivo es que los estudiantes comprendan las causas y consecuencias de este fenómeno, preparándolos para enfrentar sus impactos y capacitándolos para adoptar estilos de vida más sostenibles. Además de promover la alfabetización climática, la ECC impulsa un cambio de mentalidad hacia la mitigación del cambio climático.
El cambio climático y la educación sobre este tema son desafíos globales que pueden integrarse en los currículos escolares, ofreciendo un aprendizaje contextualizado que fomente una comprensión profunda de las diversas estrategias para abordar este fenómeno.

### Ciudadanía verde
La ciudadanía verde es un enfoque que busca empoderar a los individuos, especialmente a niños y jóvenes, para que adquieran los conocimientos, valores y habilidades necesarias para actuar a favor del medioambiente. Este enfoque permite a los estudiantes convertirse en agentes de cambio ante los desafíos globales del cambio climático y la pérdida de biodiversidad.
La educación tiene un rol central en tres áreas clave para avanzar hacia una economía descarbonizada y resiliente al cambio climático. En primer lugar, debe proporcionar a los estudiantes el conocimiento científico necesario para comprender la crisis climática y la biodiversidad. En segundo lugar, las escuelas deben garantizar la continuidad del aprendizaje incluso durante eventos climáticos extremos. Finalmente, las instituciones educativas deben adoptar prácticas sostenibles en su infraestructura para reducir las emisiones de gases de efecto invernadero (GEI).
El desarrollo de una ciudadanía verde implica el fortalecimiento de tres dimensiones fundamentales en los estudiantes:
1. Conocimiento: Los jóvenes deben recibir formación basada en evidencias científicas sobre temas clave como la biodiversidad, el cambio climático y sus impactos. Este conocimiento es esencial para que puedan tomar decisiones fundamentadas y evaluar las diferentes opciones de mitigación y adaptación ante el cambio climático.
2. Valores: Es crucial que los estudiantes desarrollen un sentido de responsabilidad hacia el medioambiente. La educación debe fomentar valores como el respeto por la naturaleza, la solidaridad y el sentido de justicia, permitiendo que los jóvenes comprendan cómo sus acciones locales pueden tener un impacto global.
3. Capacidad de acción: Los estudiantes deben adquirir habilidades transversales como la resolución de problemas, el pensamiento crítico, la colaboración y el liderazgo. Estas competencias les permitirán no solo enfrentar los retos climáticos actuales, sino también participar activamente en la búsqueda de soluciones sostenibles, tanto a nivel individual como colectivo.

La ciudadanía verde también está vinculada al desarrollo de habilidades técnicas que preparan a los jóvenes para los trabajos verdes. La transición hacia una economía sostenible requiere que los sistemas educativos, en particular los de educación técnica y superior, se coordinen con las estrategias nacionales de descarbonización para garantizar que los estudiantes estén preparados para aprovechar las oportunidades laborales emergentes.

## Resiliencia social
Desde una perspectiva sociológica, la resiliencia se entiende como una serie de conductas o dinámicas adoptadas por grupos sociales para sobreponerse a los efectos nocivos de cualquier adversidad, así como la capacidad de encontrar recuperación tras haber sufrido experiencias notablemente traumáticas. El concepto está asociado a Victor Frankl, médico austriaco autor del libro El hombre en busca de sentido (1946). En el compilatorio, Frankl reflexiona sobre su tiempo como prisionero del ejército nazi y cómo él y el resto de los integrantes de los campos de concentración encontraron motivos de esperanza en el acompañamiento comunitario.

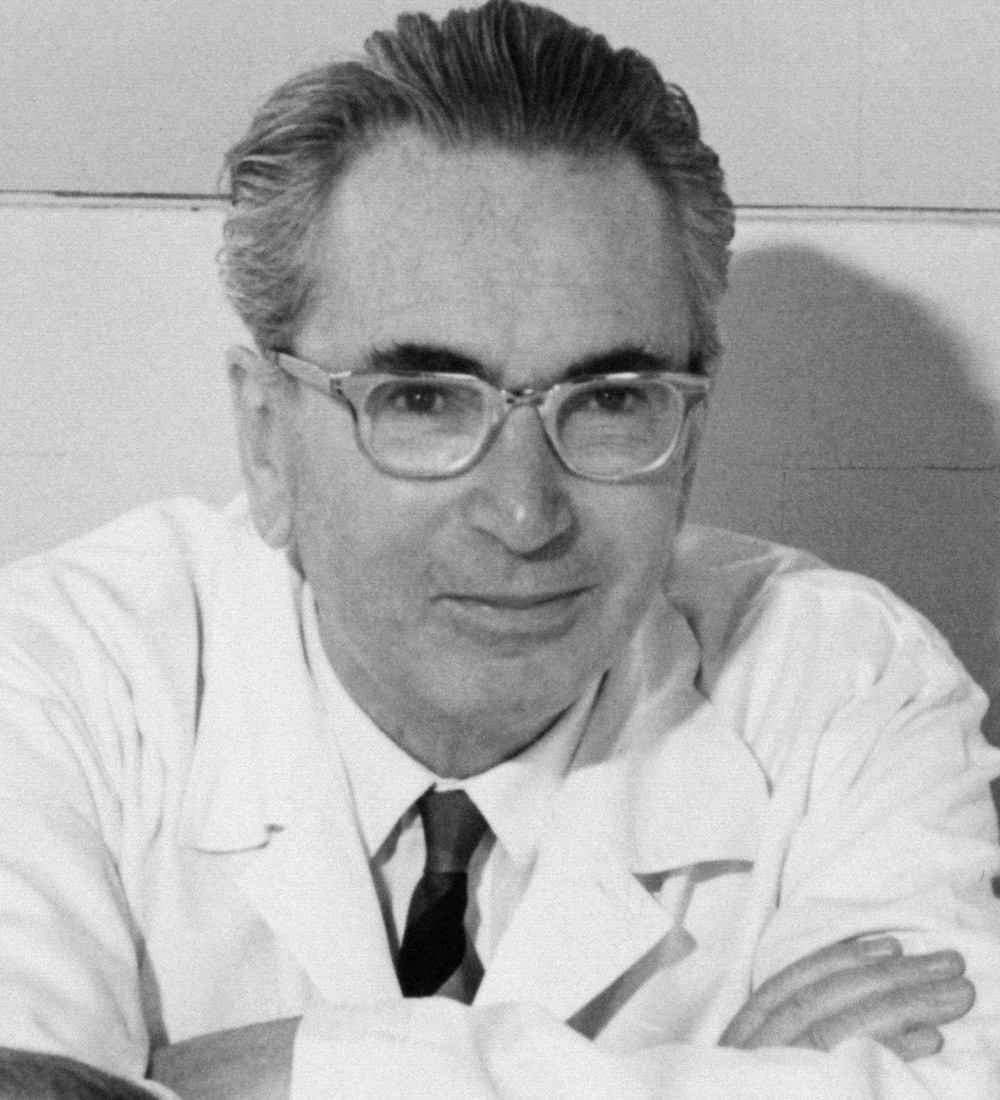
Victor Frankl.

Tenemos que dejar de hacernos preguntas sobre el significado de la vida, y en vez de ello, pensar en nosotros como en seres a quienes la vida les inquiriera continua e incesantemente. Nuestra contestación no debe ser en palabras, sino que debe ser una conducta y una situación rectas. (Frankl, 1946)
Frankl, quien contribuyó al desarrollo de la logoterapia, se ha convertido en una de las principales referencias en el uso de la resiliencia como paradigma en contextos sociales de emergencia, como desastres naturales, crisis económicas y violaciones sistemáticas a los derechos humanos. Durante la pandemia de COVID-19, el concepto fue adoptado por gobiernos e instituciones privadas como un llamado a resistir las incertidumbres propias de la emergencia sanitaria global. Algunos de los logros más significativos de la adaptación a las condiciones de vida emergentes incluyen la consolidación del teletrabajo y la educación a distancia, el desarrollo de las economías digitales y la disminución de algunas enfermedades infecciosas.

## Críticas a la resiliencia
Algunas voces se han pronunciado en contra de la resiliencia al considerarla un discurso que legitima injusticias que van desde la explotación laboral hasta la erosión del Estado de derecho. En un espacio de opinión para El País, el periodista Paco Cerdà argumenta que el discurso resiliente impide que las personas cuestionen las fuentes del dolor al acostumbrarse al mal.
Es una fórmula perfecta: la hegemonía de la resiliencia doblega la oposición natural al sufrimiento que el mismo sistema provoca. Y lo hace sin que el damnificado se pregunte por las causas del dolor. Ejemplo: la resiliencia prohíbe cuestionar que las catástrofes industriales están ligadas al modo capitalista de producción económica, fruto de una sociedad tecnológica con voracidad ilimitada. Se trata de luchar contra el cáncer, contra la contaminación o contra la COVID sin luchar contra el mundo que los propaga. Eso no se toca. En tres palabras: aceptar, aguantar y superarlo.
Por su parte, Juan de Dios Uriarte Arciniega reconoce que la resiliencia comunitaria es una meta que solo puede alcanzarse mediante la intervención activa de los gobiernos: "Una sociedad es resiliente cuando ejerce la democracia participativa y exige la transparencia en la gestión pública. […] Es necesario cambiar las circunstancias económicas, políticas, culturales que dieron lugar a la catástrofe social o que acrecentaron los daños naturales".
La perspectiva psicológica también ha sido cuestionada. Omar Medina Cárdenas y Antar Martínez Guzmán advierten que una interpretación inadecuada de la resiliencia puede conducir a nociones pesimistas e individualistas del mundo, donde las personas se ven aisladas de cualquier red de apoyo frente a realidades adversas. Por otro lado, el académico Julio Alfonso Piña López considera que la resiliencia no tiene cabida en el ejercicio de la psicología, pues se trata de un concepto proveniente del lenguaje coloquial que provoca confusiones en el ámbito profesional.